# Hoplismenus rutilus
Hoplismenus rutilus là một loài tò vò trong họ Ichneumonidae.